# Trois-Puits
Trois-Puits är en kommun i departementet Marne i regionen Grand Est (tidigare regionen Champagne-Ardenne) i nordöstra Frankrike. Kommunen ligger i kantonen Reims 7e Canton som tillhör arrondissementet Reims. År 2022 hade Trois-Puits 159 invånare.

## Befolkningsutveckling
Antalet invånare i kommunen Trois-Puits
| Referens: INSEE |